# Hospices de Beaune
Hospic de Beaune ali Hôtel-Dieu de Beaune je nekdanji dobrodelni ubožni dom v Beauneu v Franciji. Leta 1443 ga je ustanovil Nicolas Rolin, burgundski kancler, kot bolnišnico za revne. Prvotna bolnišnična stavba, Hôtel-Dieu, eden najlepših primerov burgundske arhitekture 15. stoletja, je danes muzej. Storitve za paciente se zdaj zagotavljajo v sodobnih bolnišničnih stavbah.
Vsako leto novembra poteka pomembna dobrodelna vinska dražba (prej v veliki dvorani hotela Hôtel-Dieu).

## Zgodovina
Hôtel-Dieu je bil ustanovljen 4. avgusta 1443, ko je Burgundiji vladal vojvoda Filip Dobri. Stoletna vojna se je pred kratkim končala s podpisom Arraske pogodbe leta 1435. Pokoli pa so se nadaljevali, roparske tolpe (écorcheurs) so še vedno tavale po podeželju, plenile in uničevale ter povzročale bedo in lakoto. Večina prebivalcev Beaunea je bila brez premoženja, območje pa je pred kratkim doživelo izbruh kuge. Nicolas Rolin, vojvodov kancler, in njegova žena Guigone de Salins sta se odzvala z gradnjo bolnišnice in zatočišča za revne. Potem ko sta leta 1441 pridobila dovoljenje papeža Evgena IV., je bil hospic zgrajen in posvečen 31. decembra 1452. V povezavi s tem je Rolin ustanovil verski red Les sœurs hospitalières de Beaune.
Zasnovo stavbe je verjetno nadzoroval flamski arhitekt Jacques Wiscrère in je ostala kot bolnišnica do leta 1971. Obstajajo dokumentarni zapisi o številnih flamskih in francoskih zidarjih, slikarjih in steklorezcih, ki so bili zaposleni pri njeni gradnji. Fasada danes velja za vrhunski primer severnorenesančne mestne arhitekture in zakladnico slikarstva na ploščah, saj so na njej številni portreti Rolina, njegove žene in članov njegove širše družine.
Hospic de Beaune je sestavljen iz dveh dvonadstropnih stavb, razporejenih okoli kamnitega dvorišča. Krila stavbe so danes dobro ohranjena; imajo lesene galerije in bogato okrašene strehe z mansardnimi okni. Bolnišnica je urejena tako, da so krila služila pisarni, kuhinji in lekarni. Nune in pacienti so bili nastanjeni bližje kapeli, proti središču kompleksa.
Hospic de Beaune je prvega pacienta sprejel 1. januarja 1452. Starejši, invalidi in bolni, sirote, ženske pred porodom in obubožani so bili neprekinjeno sprejeti na zdravljenje in zatočišče od srednjega veka do danes. Ta katoliška ustanova se je osredotočala na zdravljenje telesa in duha svojih pacientov.
Skozi stoletja se je bolnišnica širila navzven in se združila s podobnimi ustanovami v okoliških vaseh Pommard, Nolay, Meursault. Hvaležne družine in dobrotniki so ji namenili številne donacije – kmetije, posestva, gozdove, umetniška dela in vinograde. Ustanova je eden najboljših in najstarejših primerov zgodovinske, filantropske in vinarske dediščine ter je povezana z gospodarskim in kulturnim življenjem Burgundije.

## Notranjost
Zaradi pravokotne oblike notranjosti je to najboljša lokacija za občudovanje različnih stavb, od katerih so tri okrašene s streho iz glaziranih ploščic. Ta tehnika verjetno izvira iz Srednje Evrope (morda od keramičnega mojstra Miklósa Zsolnaya iz Pécsa na Madžarskem), vendar je hitro postala zaščitni znak arhitekture Burgundije (druge strehe iz glaziranih ploščic je mogoče videti na primer v Dijonu). Ploščice so štiri barve (rdeča, rjava, rumena in zelena), razporejene v prepletene vzorce. Sedanje ploščice so replike iz obdobja med letoma 1902 in 1907. Severna, vzhodna in zahodna stavba vključujejo dvonadstropno galerijo s kamnitimi stebri v pritličju in lesenimi tramovi v prvem nadstropju. Opaziti je mogoče številna strešna in mansardna okna z natančno izdelanimi lesenimi in železnimi deli. V središču dvorišča je viden tudi vodnjak z gotskimi železnimi deli.
Soba revnih meri 50 × 14 × 16 metrov. Na stropu je izpostavljen poslikan okvir v obliki obrnjenega čolna, v vsakem tramu pa so izklesane karikature pomembnih prebivalcev Beaunea. Na talnih ploščicah sta napisana monogram Nicolasa Rolina in njegov moto Seulle estoile (moja edina zvezda), ki se nanaša na njegovo ženo Guigone de Salins. Soba je opremljena z dvema vrstama postelj z zavesami. Osrednji prostor je bil opremljen s klopmi in mizami za obroke. Kose pohištva je leta 1875 prinesel zet arhitekta Eugèna Viollet-le-Duca. Vsaka postelja je lahko sprejela dva bolnika.
Za velikim oddelkom sledi kapela, katere lokacija je bila izbrana tako, da so lahko posteljni prebivalci obiskovali mašo iz svojih postelj. Kapela je bila prvotna lokacija oltarnega poliptiha Rogierja van der Weydna, ki je zdaj v muzeju. Tukaj so pokopani posmrtni ostanki Guigoneja Salinsa. Novembra 2010 je bila tukaj izvedena prva katoliška poroka od izgradnje stavbe leta 1443. Poroka je bila med g. Alessandrom Contijem in gdč. Natalie Kunert.
Poleg oltarja ima hospic številne umetniške zaklade, med njimi stenske poslikave iz 17. stoletja v dvorani Salle St Hugues.

## Dražba vina
Dobrodelna dražba vina se vsako leto prireja od leta 1859 in poteka tretjo nedeljo v novembru sredi tridnevnega festivala, posvečenega burgundski hrani in vinom, imenovanega Les Trois Glorieuses. Pred dobrodelno dražbo je prvi dan večerja v slogu črne kravate v Clos de Vougeot, tretji dan pa kosilo v La Paulée de Meursault. Domaine des Hospices de Beaune je neprofitna organizacija, ki ima v lasti približno 61 hektarjev doniranih vinogradniških zemljišč, od katerih je večina uvrščena med Grand in Premier cru in Premier cru. Z dražbami profesionalnih in zasebnih kupcev so bili sodi 31 cuvéejev rdečega vina in 13 belih vin dosegajo cene, ki običajno precej presegajo trenutne komercialne vrednosti, čeprav rezultati kažejo na trend pričakovanih cen vin v razsutem stanju za letnik iz preostale regije.
Dražbo je od leta 2005 do 2020 organizirala hišna hiša Christie's, od leta 2021 pa Sotheby's. Z rekordno skupno številko na 149. dražbi leta 2009, ko je bilo naprodaj 799 sodov, 40 % ponudb pa je bilo oddanih po telefonu, internetu ali faksu, kar je povezalo približno 500 udeležencev z vsega sveta, se je dražba v zadnjih letih razvila iz veleprodajnega trga v maloprodajni trg.